# Nephodia nigrisignata
Nephodia nigrisignata là một loài bướm đêm trong họ Geometridae.